# خرابة مروة (بعدان)

تعديل مصدري - تعديل

خرابة مروة هي إحدى قرى عزلة المشكي بمديرية بعدان التابعة لمحافظة إب، بلغ تعداد سكانها 204 نسمة حسب تعداد اليمن لعام 2004.